# Baronía de Torre-Cardela
La baronía de Torre-Cardela es un título nobiliario español creado por la reina regente María Cristina de Habsburgo-Lorena, durante la minoría de edad del rey Alfonso XIII, en favor de Eduardo de Ulloa y Poves, mediante real decreto del 3 de julio de 1890 y real despacho expedido el 30 de noviembre del mismo año, en memoria de un antiguo señorío de su casa que databa de 1559.
Su nombre se refiere al municipio andaluz de Torre-Cardela, en la provincia de Granada.

## Barones de Torre-Cardela
|                           | Titular                                                    | Periodo                   |
| Creación por Alfonso XIII | Creación por Alfonso XIII                                  | Creación por Alfonso XIII |
| ------------------------- | ---------------------------------------------------------- | ------------------------- |
| I                         | Eduardo de Ulloa y Poves                                   | 1890-1908                 |
| II                        | Juan Salvador Díez de la Cortina Ulloa y Arias de Saavedra | 1908-1942                 |
| III                       | Juan Bautista Salvador y Pérez-Hernández                   | 1953-hoy                  |

## Historia de los barones de Torre-Cardela
- Eduardo de Ulloa y Poves (Valladolid, 17 de diciembre de 1835-Zarauz, 6 de octubre de 1908), I barón de Torre-Cardela, maestrante de la Real de Zaragoza, caballero de la Orden de Santiago.[3][1]

El 30 de abril de 1909 le sucedió su sobrino:
- Juan Salvador y Díez de la Cortina Ulloa y Arias de Saavedra, II barón de Torre-Cardela.[5]

Contrajo matrimonio con Mercedes Pérez-Hernández y del Arroyo (m. 21 de marzo de 1971). El 5 de junio de 1953 le sucedió su hijo:
- Juan José Bautista Salvador y Pérez-Hernández (n. 1922), III barón de Torre-Cardela en 1953.[2][7]